# Moser-Gletscher
Der Moser-Gletscher ist ein Gletscher an der Danco-Küste des Grahamlands im Norden der Antarktischen Halbinsel. Er fließt unmittelbar südöstlich des Arago-Gletschers in die Henryk Cove, eine Nebenbucht der Andvord Bay.
Teilnehmer der Belgica-Expedition (1897–1899) unter der Leitung des belgischen Polarforschers Adrien de Gerlache de Gomery kartierten ihn. Das UK Antarctic Place-Names Committee benannte den Gletscher 1960 nach dem deutschen Physiker Ludwig Ferdinand Moser (1805–1880), der 1844 ein Verfahren zur Stereofotografie entwickelte.